# Center for Bioetik og Risikovurdering
Center for Bioetik og Risikovurdering (i det følgende betegnet: CeBRA) blev oprettet i 2000 til koordinering af to tværfaglige forskningsprojekter, dels om etiske spørgsmål og dels om risikovurdering i forbindelse med genteknologi anvendt på planter, fødevarer og forsøgsdyr. Fra 2008 har CeBRA fem ejere, der har ansat de forskere, hvis resultater indgår i centrets profil: Det Biovidenskabelige Fakultet ved Københavns Universitet, Det Jordbrugsvidenskabelige Fakultet ved Aarhus Universitet, de to institutter Fødevareinstituttet og Veterinærinstituttet ved Danmarks Tekniske Universitet samt Københavns Universitet centralt. CeBRA består derfor egentlig kun af et sekretariat, der findes under Fødevareøkonomisk Institut på Københavns Universitet, og som har Peter Sandøe som centerleder.
CeBRA skal fremme tværvidenskabelig forskning et fælles emnefelt mellem humaniora, samfundsvidenskab og biologi. Især vægter man etik og risikospørgsmål i forbindelse forskning i biologiske emner og anvendelsen af forskningsresultaterne, og det betyder en interesse for, hvordan man ser på disse spørgsmål i det bredere samfund. 
CeBRAs opgave er derimod ikke at udføre den grundlæggende, naturvidenskabelige forskning, og centret skal i stedet arbejde med de etiske og samfundsmæssige problemstillinger, der udspringer af biologisk forskning. Derfor søger CeBRA at samle forskere med forskellig faglig baggrund i et samarbejde, således at problemer kan betragtes fra flere synsvinkler og ud fra forskellige metodesæt. 
Foruden disse forpligtelser har centret en særlig formidlingsforpligtelse. Nyhedsbrevet "Bio-etik i Praksis" udkommer med 4-6 årlige numre, og centret arrangerer desuden konferencer, workshops og diskussionsmøder, der er rettet mod henholdsvis forskningsverdenen, de offentlige og private beslutningstagere og den brede, interesserede offentlighed.